# David Simón
José Vicente Gómez Umpiérrez (ur. 16 grudnia 1989 w Las Palmas de Gran Canaria) – hiszpański piłkarz występujący na pozycji obrońcy w Deportivo La Coruña.